# 纳塔利娅·科克·罗泽
纳塔利娅·科克·罗泽（丹麥語：Natalia Koch Rohde，1995年8月1日—），丹麥女子羽毛球運動員。

## 簡歷
2015年3月，纳塔利娅·科克·罗泽出戰奧爾良國際挑戰賽，赢得女子單打比賽冠軍。同年8月，她又在保加利亞公開賽赢得冠軍。

## 主要比賽成績
只列出曾進入準決賽的國際賽事成績：
| 年份   | 賽事                     | 公開賽級別 | 項目     | 成績   |
| ------ | ------------------------ | ---------- | -------- | ------ |
| 2013年 | 歐洲羽毛球混合團體錦標賽 | 其他       | 混合團體 | 亞軍   |
| 2013年 | 歐洲青年羽毛球錦標賽     | 其他       | 混合團體 | 冠軍   |
| 2015年 | 奧爾良羽毛球國際挑戰賽   | 國際挑戰賽 | 女子單打 | 冠軍   |
| 2015年 | 保加利亞羽毛球公開賽     | 國際系列賽 | 女子單打 | 冠軍   |
| 2015年 | 瑞士羽毛球國際賽         | 國際挑戰賽 | 女子單打 | 準決賽 |
| 2015年 | 愛爾蘭羽毛球公開賽       | 國際挑戰賽 | 女子單打 | 亞軍   |
| 2015年 | 意大利羽毛球國際賽       | 國際挑戰賽 | 女子單打 | 冠軍   |
| 2016年 | 歐洲女子羽毛球團體錦標賽 | 其他       | 女子團體 | 冠軍   |
| 2016年 | 西班牙羽毛球國際賽       | 國際挑戰賽 | 女子單打 | 準決賽 |
| 2016年 | 布拉格羽毛球公開賽       | 國際挑戰賽 | 女子單打 | 冠軍   |
| 2016年 | 愛爾蘭羽毛球公開賽       | 國際挑戰賽 | 女子單打 | 準決賽 |
| 2016年 | 意大利羽毛球國際賽       | 國際挑戰賽 | 女子單打 | 準決賽 |
| 2017年 | 歐洲羽毛球混合團體錦標賽 | 其他       | 混合團體 | 冠軍   |
| 2017年 | 荷蘭羽毛球大獎賽         | 大獎賽     | 女子單打 | 準決賽 |
| 2018年 | 歐洲羽毛球女子團體錦標賽 | 其他       | 女子團體 | 冠軍   |

| 2007-2017年 | 首要超級賽 | 超級賽 | 黃金大獎賽 | 大獎賽 | 國際挑戰賽 | 國際系列賽 | 未來系列賽 | 其他 |

| 2018-2026年 | 總決賽 | 超級1000賽 | 超級750賽 | 超級500賽 | 超級300賽 | 超級100賽 | 國際挑戰賽 | 國際系列賽 | 未來系列賽 | 其他 |

## 个人生活
其男友为丹麦知名羽毛球运动员安赛龙。2020年10月15日，二人的女儿Vega Rohde Axelsen（中文名安维佳，小名维维）出生。